# Coppa di Svizzera (pallavolo femminile)
La Coppa di Svizzera è un torneo di pallavolo organizzato con cadenza annuale dalla Federazione pallavolistica della Svizzera.

## Albo d'oro
| Edizione         | Edizione          | Podio             | Podio         | Podio               |               |
| Anno             | Sede della finale | Campione          | Risultato     | Finalista           |               |
| ---------------- | ----------------- | ----------------- | ------------- | ------------------- | ------------- |
| 1961-62 Dettagli | -                 | Biel-Bienne       | -             | -                   |               |
| 1962-64          | -                 | Non disputata     | Non disputata | Non disputata       | Non disputata |
| 1964-65 Dettagli | -                 | Universität Basel | -             | -                   |               |
| 1965-66          | -                 | Non disputata     | Non disputata | Non disputata       | Non disputata |
| 1966-67 Dettagli | -                 | Universität Basel | -             | -                   |               |
| 1967-68 Dettagli | -                 | Universität Basel | -             | -                   |               |
| 1968-69 Dettagli | -                 | Universität Basel | -             | -                   |               |
| 1969-70 Dettagli | -                 | Universität Basel | -             | -                   |               |
| 1970-71 Dettagli | -                 | Biel-Bienne       | -             | -                   |               |
| 1971-72 Dettagli | -                 | Universität Basel | -             | -                   |               |
| 1972-73 Dettagli | -                 | Universität Basel | -             | -                   |               |
| 1973-74 Dettagli | Friburgo          | Universität Basel | -             | -                   |               |
| 1974-75 Dettagli | Friburgo          | Universität Basel | -             | -                   |               |
| 1975-76 Dettagli | Domdidier         | Universität Basel | -             | -                   |               |
| 1976-77 Dettagli | Domdidier         | Universität Basel | 3 - 0         | Biel-Bienne         |               |
| 1977-78 Dettagli | Domdidier         | Universität Basel | 3 - 1         | Spada Academica     |               |
| 1978-79 Dettagli | Domdidier         | Losanna UC        | 3 - 1         | Universität Basel   |               |
| 1979-80 Dettagli | Domdidier         | Universität Basel | 3 - 1         | Neuchâtel           |               |
| 1980-81 Dettagli | Losanna           | Losanna UC        | 3 - 1         | Universität Basel   |               |
| 1981-82 Dettagli | Näfels            | Universität Basel | 3 - 2         | Losanna UC          |               |
| 1982-83 Dettagli | Friburgo          | Universität Basel | 3 - 0         | Losanna UC          |               |
| 1983-84 Dettagli | Friburgo          | Losanna UC        | 3 - 0         | BTV Lucerna         |               |
| 1984-85 Dettagli | Friburgo          | Universität Basel | 3 - 1         | Losanna UC          |               |
| 1985-86 Dettagli | Friburgo          | Losanna UC        | 3 - 1         | Universität Basel   |               |
| 1986-87 Dettagli | Friburgo          | Losanna UC        | 3 - 2         | Montana Lucerna     |               |
| 1987-88 Dettagli | Friburgo          | Universität Basel | 3 - 1         | BTV Lucerna         |               |
| 1988-89 Dettagli | Friburgo          | Montana Lucerna   | 3 - 1         | Universität Basel   |               |
| 1989-90 Dettagli | Friburgo          | BTV Lucerna       | 3 - 0         | Genève-Elite        |               |
| 1990-91 Dettagli | Friburgo          | BTV Lucerna       | 3 - 0         | Montana Lucerna     |               |
| 1991-92 Dettagli | Friburgo          | BTV Lucerna       | 3 - 0         | Basler              |               |
| 1992-93 Dettagli | Friburgo          | BTV Lucerna       | 3 - 0         | Cheseaux            |               |
| 1993-94 Dettagli | Friburgo          | RTV Basilea       | 3 - 2         | BTV Lucerna         |               |
| 1994-95 Dettagli | Friburgo          | RTV Basilea       | 3 - 2         | BTV Lucerna         |               |
| 1995-96 Dettagli | Friburgo          | RTV Basilea       | 3 - 1         | BTV Lucerna         |               |
| 1996-97 Dettagli | Friburgo          | BTV Lucerna       | 3 - 1         | RTV Basilea         |               |
| 1997-98 Dettagli | Friburgo          | BTV Lucerna       | 3 - 1         | Wattwil             |               |
| 1998-99 Dettagli | Friburgo          | Köniz             | 3 - 2         | BTV Lucerna         |               |
| 1999-00 Dettagli | Friburgo          | Kanti             | 3 - 1         | BTV Lucerna         |               |
| 2000-01 Dettagli | Friburgo          | Köniz             | 3 - 0         | Kanti               |               |
| 2001-02 Dettagli | Friburgo          | Köniz             | 3 - 0         | Kanti               |               |
| 2002-03 Dettagli | Friburgo          | BTV Lucerna       | 3 - 1         | Köniz               |               |
| 2003-04 Dettagli | Friburgo          | Köniz             | 3 - 0         | Kanti               |               |
| 2004-05 Dettagli | Friburgo          | Voléro Zurigo     | 3 - 0         | Franches-Montagnes  |               |
| 2005-06 Dettagli | Berna             | Voléro Zurigo     | 3 - 0         | Sm'Aesch Pfeffingen |               |
| 2006-07 Dettagli | Berna             | Voléro Zurigo     | 3 - 0         | Köniz               |               |
| 2007-08 Dettagli | Berna             | Voléro Zurigo     | 3 - 1         | Sm'Aesch Pfeffingen |               |
| 2008-09 Dettagli | Berna             | Kanti             | 3 - 0         | Bellinzona          |               |
| 2009-10 Dettagli | Berna             | Voléro Zurigo     | 3 - 0         | Neuchâtel           |               |
| 2010-11 Dettagli | Berna             | Voléro Zurigo     | 3 - 0         | Neuchâtel           |               |
| 2011-12 Dettagli | Berna             | Volero Zurigo     | 3 - 0         | Franches-Montagnes  |               |
| 2012-13 Dettagli | Berna             | Volero Zurigo     | 3 - 0         | Köniz               |               |
| 2013-14 Dettagli | Berna             | Volero Zurigo     | 3 - 0         | Neuchâtel           |               |
| 2014-15 Dettagli | Friburgo          | Volero Zurigo     | 3 - 0         | Düdingen            |               |
| 2015-16 Dettagli | Friburgo          | Volero Zurigo     | 3 - 0         | Düdingen            |               |
| 2016-17 Dettagli | Friburgo          | Volero Zurigo     | 3 - 0         | Sm'Aesch Pfeffingen |               |
| 2017-18 Dettagli | Friburgo          | Volero Zurigo     | 3 - 0         | Neuchâtel           |               |
| 2018-19 Dettagli | Friburgo          | Neuchâtel         | 3 - 1         | Sm'Aesch Pfeffingen |               |
| 2019-20 Dettagli | Friburgo          | Non assegnato     | Non assegnato | Non assegnato       |               |
| 2020-21 Dettagli | Winterthur        | Kanti             | 3 - 2         | Neuchâtel           |               |
| 2021-22 Dettagli | Winterthur        | Volero Zurigo     | 3 - 2         | Düdingen            |               |
| 2022-23 Dettagli | Winterthur        | Neuchâtel         | 3 - 2         | Lugano              |               |
| 2023-24 Dettagli | Winterthur        | Neuchâtel         | 3 - 0         | Lugano              |               |
| 2024-25 Dettagli | Winterthur        | Neuchâtel         | 3 - 0         | Sm'Aesch Pfeffingen |               |

## Palmarès
| Squadra           | Titolo | Stagione |
| ----------------- | ------ | --- |
| Universität Basel | 17     | 1964-65, 1966-67, 1967-68, 1968-69, 1969-70, 1971-72, 1972-73, 1973-74, 1974-75, 1975-76, 1976-77, 1977-78, 1979-80, 1981-82, 1982-83, 1984-85, 1987-88 |
| Volero Zurigo     | 14     | 2004-05, 2005-06, 2006-07, 2007-08, 2009-10, 2010-11, 2011-12, 2012-13, 2013-14, 2014-15, 2015-16, 2016-17, 2017-18, 2021-22                            |
| BTV Lucerna       | 7      | 1989-90, 1990-91, 1991-92, 1992-93, 1996-97, 1997-98, 2002-03                                                                                           |
| Losanna UC        | 5      | 1978-79, 1980-81, 1983-84, 1985-86, 1986-87 |
| Köniz             | 4      | 1998-99, 2000-01, 2001-02, 2003-04 |
| Neuchâtel         | 4      | 2018-19, 2022-23, 2023-24, 2024-25 |
| RTV Basilea       | 3      | 1993-94, 1994-95, 1994-95 |
| Kanti             | 3      | 1999-00, 2008-09, 2020-21 |
| Biel-Bienne       | 2      | 1961-62, 1970-71 |
| Montana Lucerna   | 1      | 1988-89 |